# Resurrection (film 1999)
Resurrection è un film del 1999 diretto da Russell Mulcahy.

## Trama
Il detective John Prudhomme, un cajun trasferito a Chicago, e il suo partner Hollinsworth sono incaricati di indagare sull'efferato omicidio di un uomo a cui è stato segato e portato via il braccio sinistro. Un messaggio, "Lui sta arrivando", viene trovato scritto con sangue di agnello sulla finestra della vittima. Dopo la scoperta di un'altra vittima con un braccio destro mancante, i detective capiscono di avere a che fare con un serial killer.
Alla terza vittima viene asportata la testa. Dopo aver studiato i numeri romani trovati incisi sulle vittime dall'assassino, Prudhomme si rende conto che, combinati con i nomi delle vittime (Matteo, Pietro e Giacomo), questi numeri citano versetti della Bibbia relativi alla resurrezione di Gesù. Prudhomme teorizza che l'assassino intenda utilizzare le parti del corpo che ha prelevato per ricostruire il "Corpo di Cristo" in tempo per la Pasqua. Questo spiega perché ogni vittima ha 33 anni (Gesù ne aveva 33 alla sua morte) e perché l'assassino si assicura che le vittime siano coscienti quando le uccide (Cristo era cosciente quando ha sofferto). Un profiler dell'FBI di nome Wingate arriva e offre ulteriori informazioni sullo stato mentale dell'assassino.
Grazie a queste nuove informazioni, Prudhomme e Hollinsworth sono in grado di prevedere il suo prossimo obiettivo. Quando impediscono l'omicidio e si lanciano all'inseguimento, Hollinsworth viene colpito con il taser dall'assassino e con un colpo di pistola alla gamba dalla polizia. 
La ferita alla gamba rende necessaria la sua amputazione, che viene poi rubata dall'assassino. Prudhomme riceve un suo messaggio, dove viene rimproverato per aver interferito con il suo ultimo omicidio e dicendo che, per penitenza, sua moglie  Sara dovrà morire.
Prudhomme si precipita a casa e trova un cadavere mutilato, ma si rivela essere la sorella di Sara in visita.
Con Hollinsworth ricoverato in ospedale e impossibilitato ad aiutarlo, Prudhomme si rivolge ai detective Scholfield e Moltz, con i quali ha avuto in precedenza un rapporto conflittuale. La squadra trova una quinta vittima in un mattatoio, priva di una gamba, il che significa che all'assassino serve solo un busto per completare il suo lavoro. Scholfield scopre un documento dell'FBI relativo a un omicidio simile avvenuto diversi anni prima, nel Tennessee: Prudhomme si arrabbia perché non ha ottenuto questo documento da Wingate, che aveva promesso di inviare tutte le informazioni del Bureau. Quando Prudhomme si reca all'ufficio dell'FBI, trova Wingate, che però è un uomo diverso dall'apparente profiler con cui la sua squadra ha lavorato.
Sapendo che il falso Wingate è l'assassino, Prudhomme e la sua squadra gli tendono una trappola e arrestano l'impostore, con l'accusa di essersi spacciato per un agente di polizia. Il suo nome è Demus e deride la polizia perché incapace di collegarlo ad alcun omicidio commesso. Il giudice del caso fissa una cauzione di soli 20.000 dollari, che Demus paga senza problemi. Sebbene gli agenti seguano Demus fino alla Union Station di Chicago, lui nella toilette riesce a fuggire cambiandosi d'abito e strisciando sotto i banchi.
La squadra di Prudhomme, tuttavia, è in grado di collegare le impronte digitali di Demus al precedente omicidio avvenuto in Tennessee e, quindi, di arrestarlo. Scoprono che è stato ricoverato in un istituto per diversi anni e che è stato rilasciato solo due mesi prima. Nel frattempo, Demus uccide la sua sesta vittima, prendendone il busto. Prudhomme ipotizza che Demus possa nascondersi in un posto dove hanno già guardato e, nella casa della prima vittima, trovano i macabri resti delle sue vittime, disposti in modo da assomigliare a un Cristo crocifisso. Esaminando gli appunti di Demus, Prudhomme si rende conto che, per completare la sua opera, l'assassino ha intenzione di prendere il cuore di un bambino, nato da una donna di nome Maria il giorno di Pasqua, che è il giorno successivo. Moltz identifica un bambino appena nato da una certa Maria e si precipita all'ospedale, dove trova Demus con il bambino. Moltz viene ferito e Prudhomme insegue Demus sul tetto. Spara a Demus e prende il bambino. Demus cade dal tetto e muore.
Qualche tempo dopo, Prudhomme fa visita a un Hollinsworth in via di guarigione, che sta imparando a camminare con una protesi alla gamba e promette di tornare al lavoro meglio di prima.

## Distribuzione
Il film è stato presentato in anteprima al Festival internazionale del cinema fantastico di Bruxelles nel marzo 1999. È uscito nelle sale italiane il 12 novembre 1999.